# Bircza
Bircza (ukrán nyelven: Бірча) Lengyelország délkeleti részén, a Kárpátaljai vajdaságban, a Przemyśl járásban, Gmina Bircza község területén található település, közel a lengyel–ukrán határhoz. A település a járás központjától, Przemyśltől 24 kilométernyire délkeletre található és a vajdaság központjától, Rzeszówtól 51 kilométernyire található délkeleti irányban.
Birczában született az ortodox Yov Boretsky és Jan Komski.
A második világháború pusztításai előtt Birczában jelentős zsidó közösség volt. A korábban a településen élő zsidók közül szinte kivétel nélkül mindenki a Holokauszt áldozata lett.

## Fordítás
Ez a szócikk részben vagy egészben  a   Bircza című angol Wikipédia-szócikk ezen változatának fordításán alapul.  Az eredeti cikk szerkesztőit annak laptörténete sorolja fel. Ez a jelzés csupán a megfogalmazás eredetét és a szerzői jogokat jelzi, nem szolgál a cikkben szereplő információk forrásmegjelöléseként.